# ねこクラゲ
ねこクラゲ（1987年7月30日 - ）は、日本の漫画家、イラストレーター。主にスクウェア・エニックス系で連載をもっている。福岡デザイン&テクノロジー専門学校（旧：TECH.C.福岡）卒業。
D-BOYSのメンバー陳内将がインタビューにて中学時代の同級生と公表している。

## 作品リスト

### 連載
- 曹植系男子（『ガンガン戦-IXA-』2010年冬の陣 - 2012年9月、全2巻）
- 薬屋のひとりごと（原作：日向夏、『月刊ビッグガンガン』2017年6月号 - 連載中、既刊15巻）

### 読切
- 剣の詩 筆の詩（『ガンガンONLINE』2010年5月20日）

### アンソロジー
- 革命機ヴァルヴレイヴ アンソロジーコミック (スクウェア・エニックス〈Gファンタジーコミックス〉、2013年)
- 青鬼 闇蘇露（PHP研究所、2014年）
- 月刊少女野崎くん アンソロジー（スクウェア・エニックス、2014年）

### イラスト
- ガンガンONLINE